# Cryptomycocolacomycetes
Cryptomycocolacomycetes é uma classe de fungos do subfilo Pucciniomycotina no filo Basidiomycota. Esta classe contém uma única ordem,  Cryptomycocolacales, que por sua vez inclui apenas uma família Cryptomycocolacaceae. Esta família inclui dois géneros monotípicos.